# Bradford League
The Bradford League är en engelsk fotbollsliga. Den ligger på nivå 14 i det engelska ligasystemet. Den är en matarliga till West Riding County Amateur Football League och består av ett antal pub lag.
Ligan sponsras av lokaltidningen Telegraph and Argus och är känd under namnet the T&A League. Den sponsrades tidigare av ett annat lokalt företag Grattan plc.

## Mästare
- 2000 - South Bradford
- 2001 - South Bradford
- 2002 - South Bradford
- 2003 - ?
- 2004 - Woodlands
- 2005 - West Horton
- 2006 - West Horton
- 2007 - IMS Celtic
- 2008 - Bradford All Stars
- 2009 - Fairbank United

### Webbkällor
Den här artikeln är helt eller delvis baserad på material från engelskspråkiga Wikipedia, tidigare version.